# Келистба
Келистба (на осетински: Хъилы цад, на грузински: ყელის ტბა; на руски: Келистба) е езеро, разположено в Ленингорски район в Южна Осетия, на плато Келско (на руски: Кельское плато). Най-голямото езеро в Южна Осетия.
Водната повърхност на езерото се намира на 2925 м над морското равнище. Площта му е 1 279 600 м². Дължината на езеро Келистба е 2170 м. Максималната дълбочина на езерото е 65 м.
От Келистба извира една река – Ксани.

## Топографски карти
- Лист от карта K-38-53 пер. Крестовый. Мащаб: 1 : 100 000. Състояние на местността към 1987 год. Издание 1989 г.